# JCODE
JCODE(JCODE, 본명: 장광민, 2002년 3월 1일 ~ )는 대한민국의 래퍼이다.

## 바이오 그래피
2016년부터 자신의 노래 가사를 쓰기 시작하였다고 한다.
2019년 1월 1일 자신의 첫 작업물인 "Self loathing"을 Sound Cloud에 공개했고 곡을 내린후 2019년 1월 12일 "I want it"이라는 곡을 Sound Cloud에 공개하여 커리어를 시작했다.
그 이후 Sound Cloud에 첫번째 믹스테잎 "Memory Of 18 Years Old"와 자신의 약물중독의 어려운 상태를 나타낸 "MEDICINE", 자신의 헤어진 연인에게 쓴 앨범 "She", 그리고 "High&Low"등 다수의 앨범을 공개하였고 여러 무료 공개곡들을 내며 활동을 했다.
2021년 3월 19일 "Trap Life"라는 더블 싱글로 정식 데뷔하였다.
2021년 4월 JCODE는 "B.$.S"라는 크루를 창설하고 5월 11일 "B.$.S"크루의 첫번째 
싱글 "B.$.S" 발매했다.
그 이후 더블싱글 앨범 "XXX"에서 래퍼 EK와 Mckdaddy가 참여하여 힙합신에서의 이름을 넓혀 가고 있는중이다.
2021년 10월 22일 "J-SIDE"라는 앨범을 발매 하며 2년 후 미국 진출을 준비하고 있는 중 이라고 한다.

## 디스코그래피

#### 미니 앨범 (EP)
- MEDICINE (2020)
- She (2020)
- J-SIDE (2021)

#### 싱글 (Single)
- I Want it (2019)
- high&Low (2020)
- Trap Life (2021)
- B$S (2021)
- XXX (2021)

#### 믹스테이프 (Mixtape)
- Memory Of 18Yearw Old (2020)